# Sur la dialectique
Sur la dialectique est le vingtième traité des Ennéades, et troisième livre de la première Ennéade qui traite de morale, rédigé par Plotin. Celui-ci prend pour sujet l'assimilation de l'âme jusqu'au divin ; ascension qui se réalise par la dialectique, comprise ici comme ordonnée à l'acquisition des vertus. Cette méthode est ainsi comprise comme purification éthique.